# Klaas Gubbels

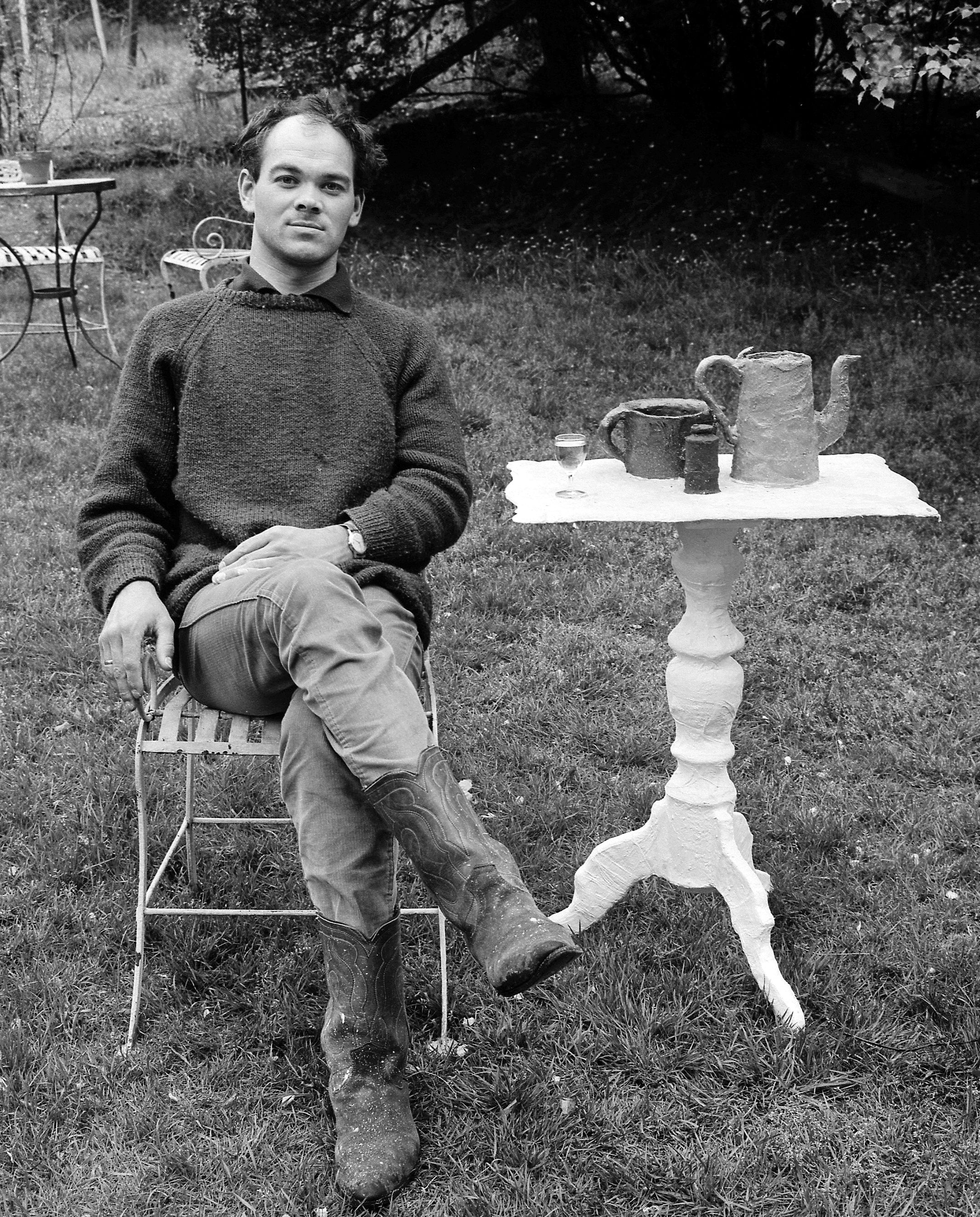
Klaas Gubbels mit Tisch, auf dem ein Stillleben aus geformten Krügen steht

Klaas Gubbels (* 19. Januar 1934 in Rotterdam) ist ein niederländischer Maler, Fotograf und Bildhauer. Er ist bekannt für seine Stillleben mit Tischen, Stühlen und Kaffeekannen.

## Leben
Gubbels belegte von 1949 bis 1951 an der Technischen Schule in Rotterdam einen Kurs in Werbemalerei und von 1951 bis 1952 einen Abendkurs an der Koninklijke Academie van Beeldende Kunsten. 1952 zog er mit seiner Mutter nach Arnheim, wo er bis 1958 die ArtEZ Akademie für Bildende Künste Arnhem, sowie Abendkurse in Bildhauerei besuchte. 1954 war er Assistent von Louis van Roode und Wally Elenbaas (1912–2008), mit dem er die Mosaikwände im Huis der Provincie in Arnheim herstellte. In den Jahren 1959–1960 wurde er Assistent von Marius van Beek und Dick Grossman. In den 1970er Jahren war Klaas Gubbels zusammen mit anderen Malern und Grafikern wie Hannes Postma und dem Bildhauer Kees French Mitglied der Willem de Kooning Akademie in Rotterdam. Er wurde 1963 Mitglied der Gemeenschap Beeldende Kunstenaars und unterrichtete mehrere Jahre an der Willem de Kooning Academy. 2005 fertigte er eine abstrakte Glasskulptur mit Hilfe von Glasbläsern im Berengo Studio von Adriano Berengo auf der Insel Murano bei Venedig an. Seine Arbeiten, zu denen sowohl große Wandbilder als auch kleine Drucke gehören, zeigen oft eine Teekanne, die normalerweise auf einem Tisch steht.

## Veröffentlichungen (Auswahl)
- Beelden en Multiples, Van Spijk, 2004, ISBN 978-9062165841.
- Klaas Gubbels, Amsterdam, Openbaar Kunstbezit, 1997, ISBN 9789040099212.

## Ausstellungen (Auswahl)
- 1986: Lady Jacobs en Michel Snoep. Galerie De Lachende Koe, Delfshaven
- 1990: openingsexpositie galerie De Studio, Rotterdam
- 1994: Galerie '94, Kunsthal Rotterdam
- 2004: Retrospektive, Museum of Modern Art Arnhem
- 2019: Duo-Ausstellung von Gubbels und Wally Elenbaas, Wally Elenbaas Museum Rotterdam
- 2019: Galerie InDruk in Den Bosch
- 2019: Museum Beelden aan Zee in Scheveningen
- 2019: Shanghai, China

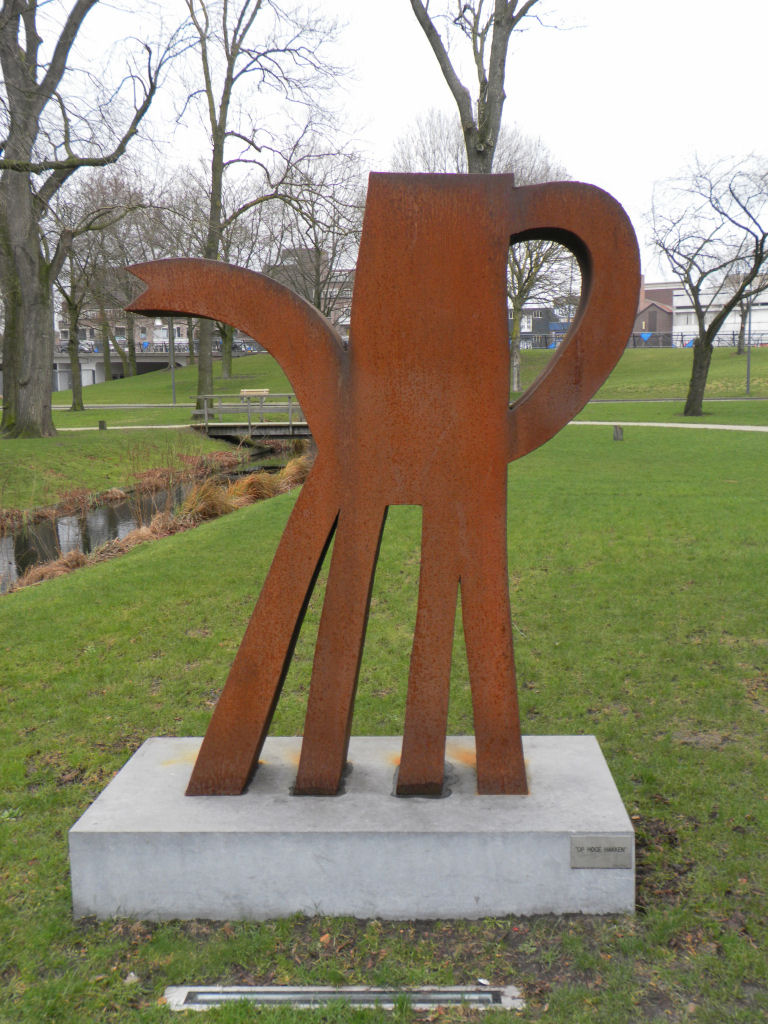
High heels, Kasteelplein, Garten von Schloss Helmond
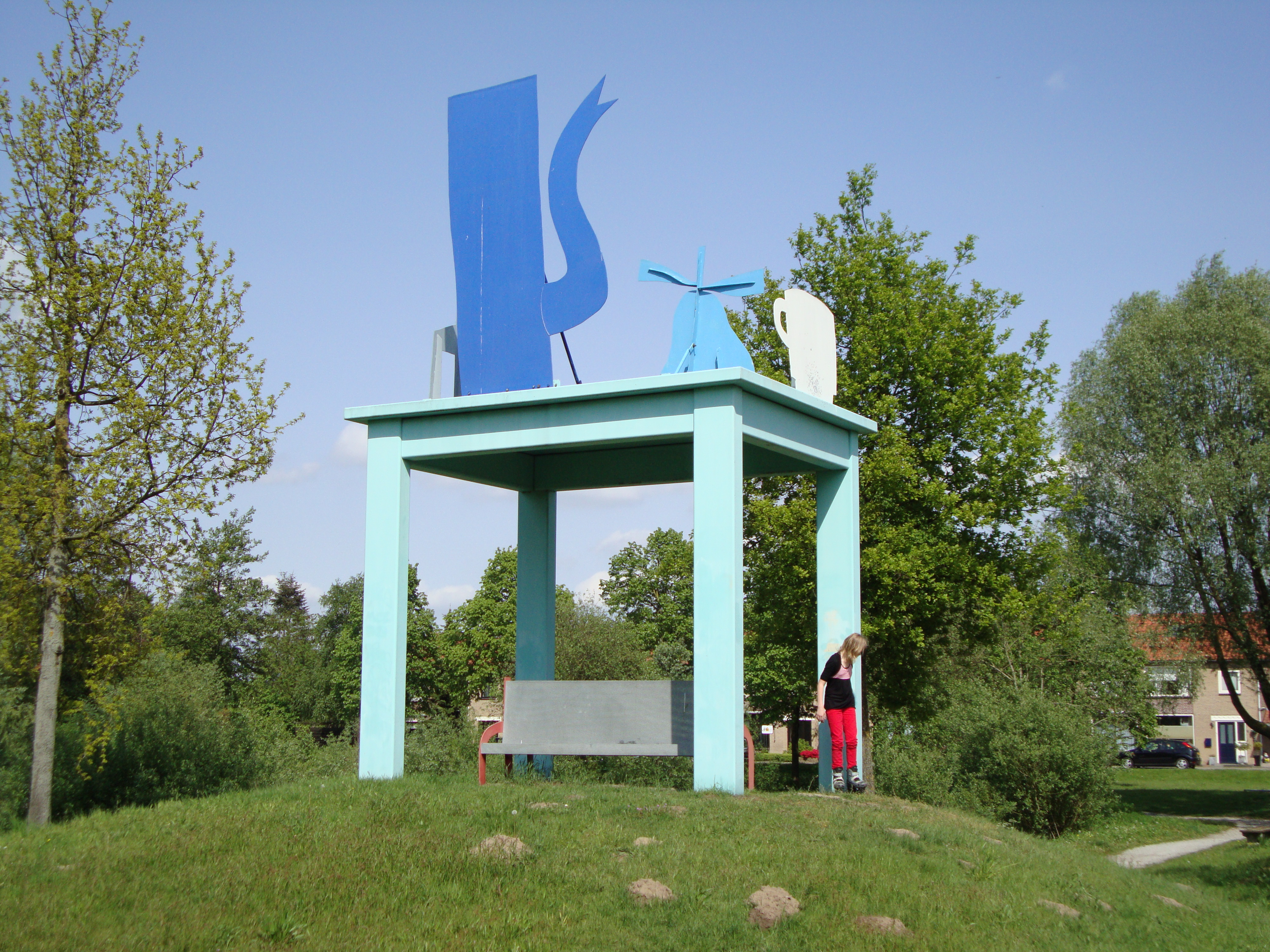
Table, Wiychen
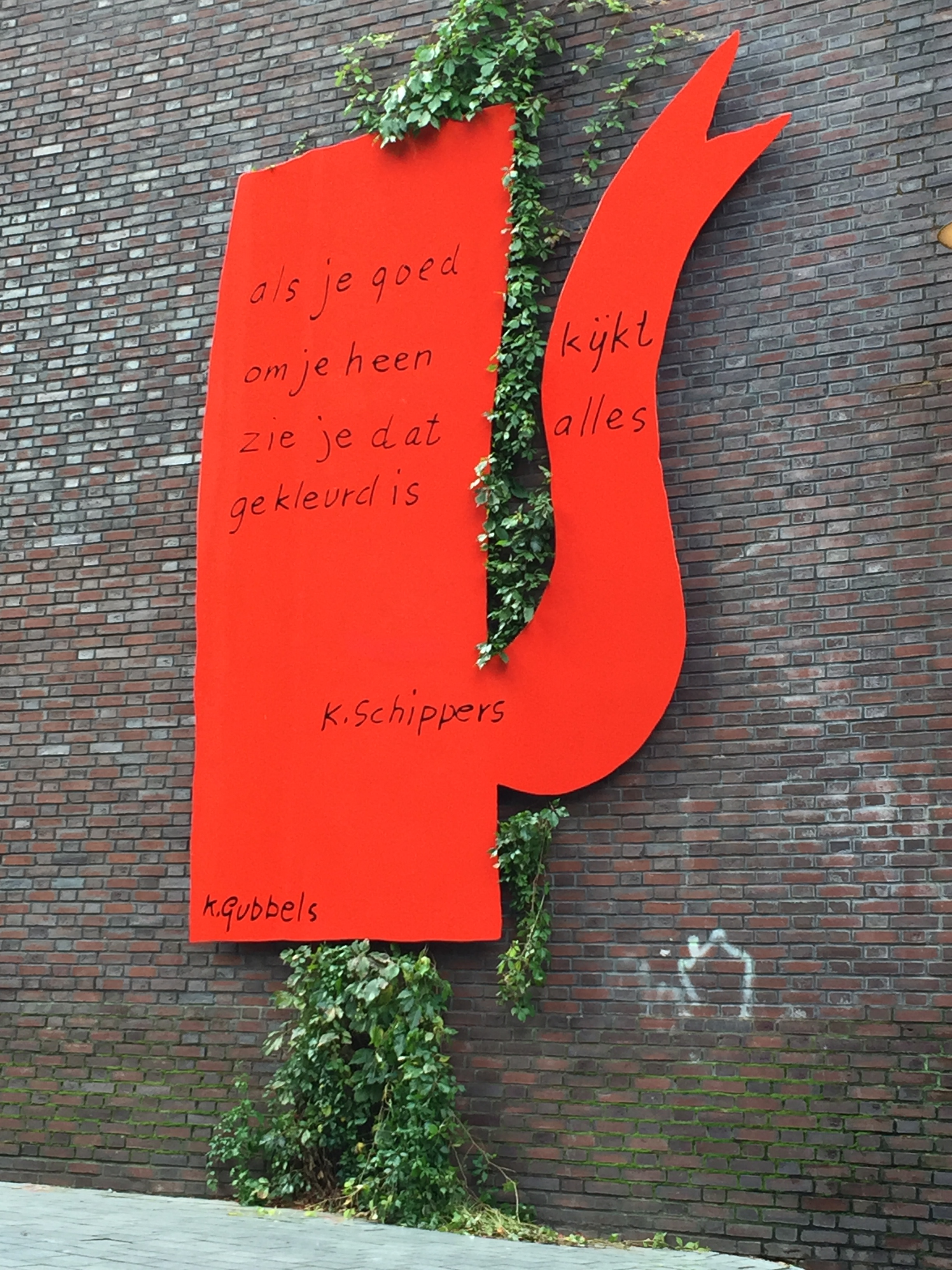
Coffee pot mural, Nijmegen